# Milieutherapie
Milieutherapie ist ein Begriff aus der Psychiatrie und Sozialpsychologie, geht auf den Psychiater und Psychoanalytiker Wilfred Bion zurück und bedeutet: Gemeinsamer therapeutischer Prozess im Rahmen einer temporären Lebensgemeinschaft, die auch als Therapeutische Gemeinschaft bezeichnet wird.

## Milieutherapie in der Psychotherapie und Psychiatrie

### Milieutherapie
Milieutherapie gestaltet die Institution als eine sogenannte künstliche Familie und nutzt diese auch therapeutisch. Je nach Patient wird das Milieu eher strukturierend, ausgleichend, animierend, reflektierend oder betreuend gestaltet. Eine typische Organisationsform ist: ein Sozialarbeiter als Leiter des Teams, zwei weitere Sozialarbeiter, ein Psychologe, ein Arzt, ein Lehrer, ein Koch und ein für das Haus Verantwortlicher. Gemeinsam mit den Bewohnern bilden sie einen
Rahmen mit schützenden Grenzen: Hausregeln der Gruppen, ein strukturierter Tages- und Wochenablauf, die Teilnahme an bestimmten Gruppenaktivitäten und die Übernahme von häuslichen Diensten. Betreuer und Bewohner sind gleichermaßen eingebunden. Erste Ansätze einer stationären Milieutherapie gab es in Deutschland bei Ernst Simmel, dessen Ideen nach seiner Emigration in die USA 1932 an der Menninger-Klinik in Kansas weiterentwickelt wurde.

### Milieutherapie nach Bettelheim
Im Jahre 1944 gründete Bruno Bettelheim auf dem Campus der Universität Chicago die Sonia Shankman Orthogenetic School unter Förderung des Dekans Ralph W. Tyler. „Die Schule“, wie er diese Einrichtung zu nennen pflegte, war ein jugendpsychiatrisches Heim zur vollstationären Aufnahme von 34 Kindern im Alter von sechs bis zwölf Jahren. Sowohl der Name wie auch das psychotherapeutische Konzept wichen jedoch stark von damaligen Behandlungs- und Betreuungsmethoden ab.

#### Milieutherapie anstatt analytischer Psychotherapie
Unter Psychotherapie verstand man damals in erster Linie die analytische Therapie nach Sigmund Freud, dessen Schüler Bettelheim in Wien gewesen war. Bettelheim hielt es für die stark emotional gestörten Kinder wenig hilfreich, in therapeutischen Sitzungen konfliktreiche Situationen nachzustellen, um sie dann auf rein verbaler Ebene durcharbeiten zu können. Unter dem Begriff Milieutherapie entwickelte er ein ganzheitliches Konzept, in dem nicht zwischen alltagsnaher Betreuung (Sozialtherapie) und psychotherapeutischen Sitzungen unterschieden wurde. In fünf (Schlaf-)Gruppen, die jeweils von einem Lehrer und zwei bis drei Betreuern geleitet wurden, begleiteten diese die Kinder durch den ganzen Tag. Da die betreuten Kinder in hohem Maße negative Erfahrungen mit der Welt der Erwachsenen gemacht hatten, hielten sich die Betreuer mit ihrem direkten Engagement zurück und sorgten sich zunächst darum, dass sich die Kinder in die jeweilige Gruppe integrieren konnten. Die verschiedenen Charaktere der Betreuer und Gruppen boten die notwendige Vielfalt, um jeder Form von Störung das entsprechende Umfeld zu bieten.

#### Vertrauensbildung statt Intervention
Um in der massiv gestörten Beziehungswelt des Kindes eine Vertrauensbasis anzulegen, beschränkten sich die Betreuer zunächst darauf, die materiellen Wünsche der Kinder zu befriedigen. Der Tagesablauf war für alle Gruppen klar und einheitlich geregelt, aber kein Kind wurde zu irgendetwas gezwungen. Im Gegenteil, die Betreuer forderten die Kinder fortwährend auf, ihre Bedürfnisse zu äußern. So gab es einerseits die klare Tagesstruktur mit drei Hauptmahlzeiten und zwei Imbissen zu festen Zeiten und andererseits die Möglichkeit, jederzeit soviel Milch und Butterbrot zu bekommen wie gewünscht. Ebenso gab es eine Schulzeit von 9-12 und von 13.30-15 Uhr, aber keinerlei Zwang, am Unterricht pünktlich teilnehmen zu müssen. Wenn es dem momentanen Bedürfnis eines Kindes entsprach, konnte es den ganzen Tag im Bett verbringen. Diese betont unterwürfige Haltung der Lehrer und Betreuer diente dazu, das Kind davon zu überzeugen, dass es von Erwachsenen umgeben war, die sich für die Kinder interessierten und sie nicht in altbekannte Machtspiele verwickeln wollten. Sobald das Kind sich seiner wohlwollenden Umgebung versichert hatte, konnte es beginnen, Beziehungen zu den Erwachsenen zu knüpfen, zu denen es eine natürliche Anziehung verspürte.

#### Spielstunden als psychotherapeutische Sitzung
Um das Experimentierfeld der Kinder zu erweitern, gab es zusätzliche Spielstunden, in denen das Kind mit einem Psychiater in Einzelsitzungen interagieren konnte. Gemäß dem oben beschriebenen Konzept war die Teilnahme freiwillig und bereits der Anbahnungsprozess war in der Regel ein Vertrauensexperiment. Ziel dieses Angebotes war es, dem Kind eine zusätzliche Beziehungsebene anzubieten, die außerhalb der Tagesstruktur lag. So wurde dem Kind die Möglichkeit gegeben, Konflikte anzugehen, die es sich mit seinen direkten Bezugspersonen vielleicht noch nicht getraute anzusprechen.

#### Schule als Forum der Neugier
Die sechs Schulgruppen wurden nicht altersbezogen zusammengestellt, sondern so, dass sie den Kindern eine individuelle Zugehörigkeit entsprechend ihren Nöten und Beschränkungen ermöglichten. Sobald zwischen Kind und Lehrer eine Vertrauensgrundlage gelegt war, galt die Aufmerksamkeit des Lehrers, der im Übrigen auch den Rest des Tages in den Schlafgruppen verfügbar war, der Bearbeitung der Lernhemmung. Die Mitarbeit und das Engagement des Schülers erfolgten deshalb ausschließlich auf freiwilliger Basis. Um dem Kind erfahrbar zu machen, dass der Lehrer um das Wohl des Kindes besorgt war, bereitete er individuelle Aufgaben für jedes Kind vor und unterstützte es in der Ausarbeitung. Erst wenn das Kind im Rahmen des gesamttherapeutischen Prozesses seine ärgsten Nöte und Zwänge durchgearbeitet hatte, konnte es sich für Dinge innerhalb des Weltgeschehens interessieren. Dieses mitunter erstmals aufkeimende Interesse konnte der Lehrer nutzen, um das Kind mit Wissen zum entsprechenden Themenfeld zu versorgen. Laut Bettelheim konnten viele Kinder ihre Wissensdefizite rasch aufholen, nachdem sie begonnen hatten, eigenes Interesse in den Schulunterricht einzubringen. Diese sehr individuelle Pädagogik kannte keine einheitlichen Lehrpläne, die sich an Altersvorgaben orientierten. Veränderte ein Kind sein Lernverhalten aufgrund des therapeutischen Prozesses gravierend, so boten die andern fünf Schulgruppen die Möglichkeit, den Lehrer und das Stoffgebiet zu wechseln. Bettelheim betonte, dass das aufkeimende Interesse des Kindes an der Welt ein wichtiger Schlüssel für seine Ausbildung sei, der aber genutzt werden müsse, um dem Kind Erfahrungen zu ermöglichen, die ihm bei der Entdeckung und Entwicklung seiner individuellen Fähigkeiten und Stärken helfen können.

#### Transparenz und Spontanität
Die oben dargestellte Form der Milieutherapie entspricht laut Bettelheim einer idealisierten Form. Da sich die Lehrer, Betreuer und Bettelheim selbst als Lernende und Experimentierende, aber auch als Lehrende empfanden, gab es tägliche Besprechungen, Super- und Intervisionsgruppen, an denen die Kinder nicht teilnahmen. Erklärtes Ziel war es, die Kinder besser verstehen und auf sie besser eingehen zu können. Die Gespräche über die Kinder wurden regelmäßig aufgezeichnet. Bettelheim betont, dass diese Aufzeichnungen frei von persönlichen Interpretationen über die Kinder bleiben sollten und lediglich der spontanen Zuneigung sowie Handlungen dienen sollten. Sie sollten im Geiste des besseren Verstehens und Ergründens der Kinder verfasst werden. Insofern verwundert es nicht, dass die Kinder auf Verlangen und unter Einbeziehung eines Erwachsenen vollen Zugriff auf diese Dokumente hatten. Um das entsprechende Milieu zu gestalten, wurden in diesen Besprechungsgruppen all jene Aktivitäten geplant, die dazu angetan waren, den Kindern eine förderliche Umgebung zu bieten. Diese sollte so angelegt sein, dass sie dem Kind ermöglichen, allmählich schwierigere Aufgaben zu bewältigen und so im natürlichen Ablauf des Tages Fortschritte in seiner persönlichen Entwicklung zu machen. Diese Fortschritte sollten aus Achtung vor der Leistung des einzelnen Kindes entspringen und nicht der Fähigkeit, sich in einer feindseligen Handlung gegen ein anderes Kind durchzusetzen. Diese Achtung sei eine Gruppe insofern bereit zu leisten, als sie die Erfahrung gemacht habe, dass ihre Grundbedürfnisse bedingungslos befriedigt würden.

#### Raum und Zeit als Ich-Koordinaten
Wie bereits oben beschrieben, schildert Bettelheim die Milieutherapie als ganzheitliches Konzept, das keine funktionale Aufspaltung in verschiedene Lebens- oder Therapiebereiche erlaubt. Bettelheim betont, dass es bereits für Freud eine Affinität zwischen einem bestimmten äußeren Milieu und der Bereitschaft des Betroffenen gäbe, darin bestimmte Experimente zu machen. Fundierte Aussagen konnte er jedoch nicht machen, da noch keine ausreichenden wissenschaftlichen Untersuchungen darüber vorlägen. Was Bettelheim jedoch exemplarisch herausstellt, ist die Beachtung der Zwischenräume und -zeiten. Er beobachtete, dass Kinder sich Zwischenräume wie Flure, Besenkammern, Garderoben und Treppenhäuser aussuchten, um dort spezielle Experimente zu versuchen, in denen ein starkes Ich-Konzept des Kindes zum Tragen käme. Er erklärte sich dies damit, dass alle anderen Räume, die von Erwachsenen bewusst für eine bestimmte funktionale Handlung (Essraum, Schlafraum, Büro) gestaltet waren, die Phantasie des Kindes einschränken würden. Das Gleiche beobachtete er für Zwischenzeiten. Damit meinte er ungewisse Warteräume der Kinder, bei denen die bisherige Tätigkeit aufgehört hatte, die neue (Übergang zwischen Schul- und Essenszeit) aber noch nicht begonnen hatte. Speziell in diesen zeitlichen Zwischenräumen bedürften die Kinder besonderer Zuwendung, da die Eigengestaltung dieser Zwischenräume besondere Ich-Stabilität der Kinder verlange. Aus diesen Beobachtungen wird klar, dass eine Unterscheidung zwischen therapeutischer Intervention und Alltagsgestaltung für das Verstehen und die Unterstützung der Kinder wenig sinnvoll ist. Die spezifischen Wirkungen des jeweiligen Ortes oder des jeweiligen Zeitpunktes seien die herausragenden Koordinaten zur angemessenen Beachtung des Kindes.

### Therapeutisches Milieu
Das „therapeutische Milieu“ wurde von Fritz Redl im klinisch-psychiatrischen Bereich entwickelt und 1953 in der Kinderstation in einem großen psychiatrischen Krankenhaus in Bethesda umgesetzt. Grundlage war Redls „pädagogisch-therapeutisches Konzept“, das er 1946 im „Pioneer House“ einführte, einem kleinen Erziehungsheim in einem Elendsviertel von Detroit.
Redl beschrieb 7 Merkmale für „Therapeutisch“ und 12 Merkmale für „Milieu“:
| Therapeutisch | Milieu |
| --- | --- |
| 1. Vermeidung schädlicher Einflüsse 2. Befriedigung von Grundbedürfnissen 3. Berücksichtigung der entwicklungspsychologischen und subkulturellen, sozioökonomischen ethnischen Perspektive 4. klinische Elastizität 5. Ganzheitlichkeit im Zugang auf Heranwachsende 6. Bereitstellung eines angstfreien Lebensraumes 7. Verbindung zum Alltag | 1. Schaffung von zuverlässigen, durchschaubaren, vertrauensvollen sozialen Strukturen 2. Übereinstimmung der vermittelten und gelebten Wertsysteme 3. Verlässliche Gewohnheiten, Rituale, Verhaltensregeln 4. Auswirkung des Gruppenprozesses erkennen und beachten 5. Beachtung der „Verträglichkeit zwischen den Gruppenmitgliedern“ 6. Beachtung der gelebten Einstellungen und Gefühle des Personals 7. Berücksichtigung des Verhaltens der „Anderen“ 8. Auswahl von Tätigkeit im Gesamtkontext der Kinder 9. Koordination von Raum, Zeit, Ausrüstung mit der jeweiligen Situation 10. Berücksichtigung der „Außenwelt“ 11. Erwachsene als Mittler zwischen den Heranwachsenden 12. Therapeutische Elastizität |

### Therapeutische Gemeinschaft
Die Therapeutische Gemeinschaft, beschrieben von Sigmund Foulkes, ist einerseits ein therapeutisches Feld: die Gesamtheit aller in einem Krankenhaus wirkenden therapeutischen Kräfte. Gleichzeitig ist sie die Gemeinschaft aller Patienten, die sich gegenseitig bei ihrem Therapieprozess unterstützen. Eine Therapeutische Gemeinschaft ist eine Lebensgemeinschaft auf Zeit. Menschen mit vergleichbaren Problemen entschließen sich, die Kraft der Gemeinschaft zu nutzen, um sich unter Anleitung von Fachleuten gegenseitig zu „therapieren“.

## Milieutherapie in der Geriatrie
Die Milieutherapie meint in der Geriatrie die Anpassung der materiellen und sozialen Umwelt an die veränderte Wahrnehmung, Empfindung und Kompetenz von dementen Patienten.

### Theorie
In der Milieutherapie wird davon ausgegangen, dass im Alter generell und besonders bei dementen Menschen die Umweltkompetenz laufend abnimmt. Die Umweltkompetenz benötigt ein Mensch, um sich in seiner Umwelt zurechtzufinden. Auf der anderen Seite stehen die Umweltanforderungen, die es dem dementen Patienten zunehmend schwer machen, sich in seiner Umwelt zu Recht zu finden. Im Normalfall stehen Umweltkompetenz und Umweltanforderungen in einem Gleichgewicht, welches dem Menschen ein hohes Maß an Selbstständigkeit und Lebenszufriedenheit beschert. Gerät nun dieses Gleichgewicht durch Demenz oder durch hohes Alter aus der Waage, so kann dies durch Förderung von Ressourcen oder durch die Anpassung der Umwelt an die Umweltkompetenz des Menschen wieder behoben werden. Bei dementen Menschen ist das Fördern von Ressourcen nur bedingt möglich, also werden die Umweltanforderungen den Umweltkompetenzen angepasst. Diese Anpassung geschieht über den Abbau von Überforderungsquellen und der Ausstrahlung von Geborgenheit und Sicherheit.
Die Milieutherapie besteht aus drei Kernelementen:

#### Soziale Umgebung
Der Pflegende sollte mit dem Patienten eine persönliche Beziehung aufbauen, um für den dementen Menschen als Bezugsperson zur Verfügung zu stehen. Hierzu sollte der Pflegende dem dementen Menschen wie jedem anderen Menschen mit Respekt, Akzeptanz, Bestätigung und Partnerschaftlichkeit gegenübertreten. Die Kommunikation gegenüber dem dementen Menschen sollte angepasst sein, um ihn nicht zu überfordern. Der Patient sollte über deutliche und kurze Sätze angesprochen werden, aber auch durch Berührung und Blickkontakt. Das frühere soziale Umfeld sollte ebenfalls mit in den Umgang mit einbezogen werden, um keinen Bruch zum früheren Leben hervorzurufen.
Um dem Pflegenden diese Anforderungen zu erleichtern, bezieht das Konzept auch das Arbeitsklima mit ein. Hier gilt: Arbeitszufriedenheit erhöhen, um dem Pflegenden das Pflegen zu erleichtern.

#### Tagesstrukturierung
Aufgrund gestörter zeitlicher und örtlicher Orientierung sollte bei dementen Menschen ein fest strukturierter Tagesablauf eingeführt werden. Jeder Tag sollte hier gleich strukturiert sein, um ein Gefühl der Sicherheit zu geben. In dem Tagesablauf sollten sich Phasen der Aktivität und der Ruhe abwechseln. In den Aktivitätsphasen sollte den Patienten eine Aufgabe gestellt werden, die ihn weder über- noch unterfordert. Der Patient sollte möglichst in einer Gruppe aktiv sein, um dem Gefühl sozialer Isolation vorzubeugen.

#### Architektonische Umgebung
Die räumliche Umgebung sollte sowohl Schutz als auch die Möglichkeit der Aktivierung bieten.
Dies geschieht über offene und überschaubare Räumlichkeiten, die den zwischenmenschlichen Kontakt fördern. Weiterhin sollen die offenen Räume dem Bewegungsdrang von dementen Patienten keine Grenzen setzen. Rundgänge oder Endlosflure sind für das Ausleben des Bewegungsdranges ideal. Die Einrichtung sollte möglichst aus der vorherigen Wohnung des Patienten stammen, um ihm über vertraute Möbel oder Bilder ein Gefühl des Daheimseins zu geben. Um die zeitliche Orientierung zu erleichtern, sollte eine helle Umgebung am Tage gewährleistet sein. Weiterhin sollte die Umgebung geräuscharm sein, um den Patienten nicht einem zu hohen Maß an Reizen auszusetzen. Die Aktivität der Bewohner wird durch Anbieten von Beschäftigungsmöglichkeiten gefördert. Dies geschieht etwa über offene und frei zugängliche Regale oder Schränke, an denen sich der Bewohner selbst bedienen kann.